# Bombardování Sarajeva (1944)

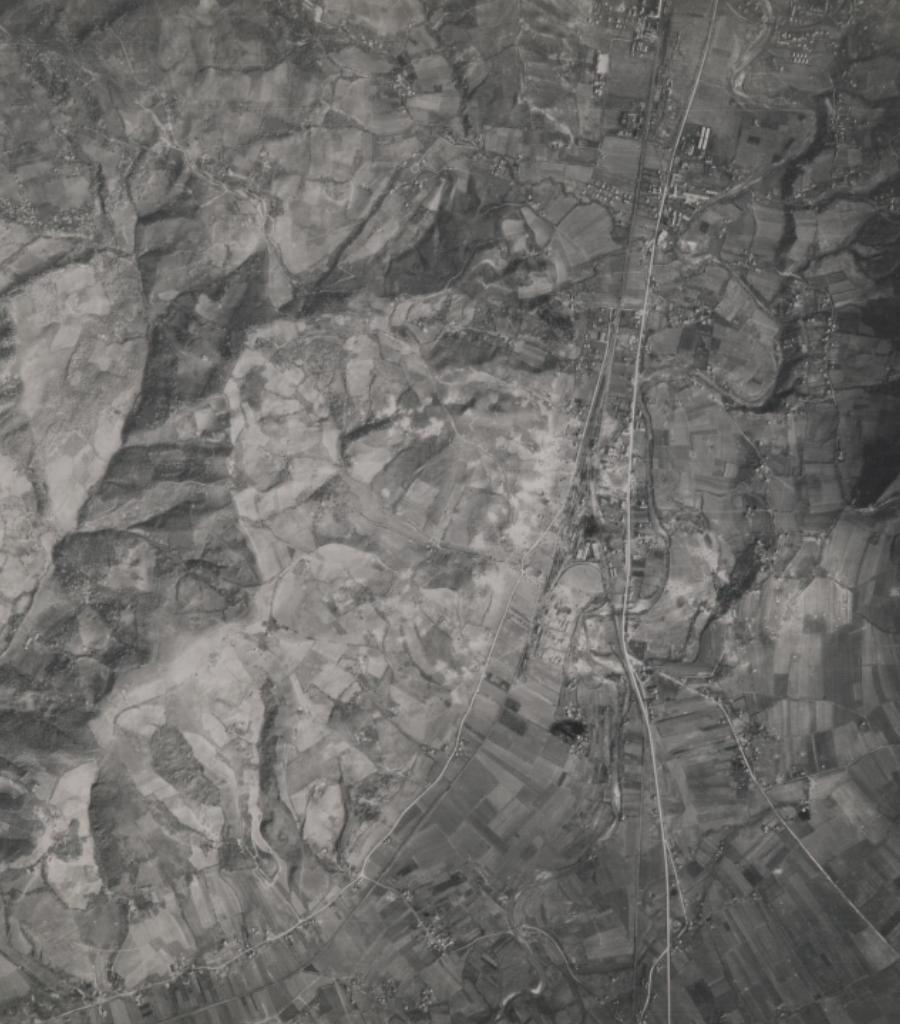
Letecký snímek Sarajeva pro potřeby bombardování.

Bombardování Sarajeva se uskutečnilo během druhé světové války. Spojenecké (anglo-americké síly) na město útočily ze vzduchu hned několikrát v druhé polovině roku 1944.
Vzdušné údery na města v Bosně a Hercegovině za druhé světové války umožnil postup spojenců především v Itálii. Nejprve byla bombardována města na jihu země, která byla přirozeně k Apeninskému poloostrovu blíže (například Mostar). Dne 27. června 1944 bylo bombardováno Letiště Rajlovac, další den byly terčem významné budovy sarajevského železničního uzlu. Hlavním důvodem bylo znemožnit dopravu silám Osy z oblasti Panonské nížiny přes Bosnu na pobřeží Jaderského moře. Další vzdušné údery se opakovaly na železniční objekty dne 8. září 1944 Hlavní cíle se nacházely západně od města v lokalitě Alipašin Most (zničeno bylo např. stejnojmenné nádraží). Popelem lehl ale i stejnojmenný uprchlický tábor, kde se nacházeli utečenci z východní Bosny. Počty obětí tohoto útoku se pohybovaly někde mezi 200 až 300 osob. V polovině měsíce října byly uskutečněny ještě dva údery proti městu, opět byly směřovány do obdobné lokality. Intenzifikace útoků vedla k tomu, že sirény se ozývaly často několikrát denně.
Nejtěžší bombardování města se uskutečnilo dne 7. listopadu. Americké letectvo na něj použilo celkem 82 letadel. Cílem byl opět železniční uzel, nicméně kvůli špatné viditelnosti a mrakům byla zasažena podstatně větší plocha a byly patrné ztráty na životech i domech a infrastruktuře. O dva dny se opakoval ještě jeden úder, poté byl další zrušen kvůli špatným povětrnostním podmínkám. Poslední nálet na Sarajevo dne 19. prosince, zasaženo bylo Hrasno, severní část Koševa a Alipašin Most.

## Oběti bombardování
Mezi oběťmi bombardování byly často také děti. Nacistická propaganda využila události k očernění partyzánů a z východu postupující Rudé armády. Z několika set obětí byla identikována většina. Podle národnosti byli mezi mrtvými nejčastěji Bosňáci a Srbové. Mezi zahynulými byli i dva české národnosti.